# Hedy Schluneggerová
Hedwig „Hedy“ Kaufmannová-Schluneggerová (10. března 1923, Wengen – 3. července 2003, Grindelwald) byla švýcarská alpská lyžařka. Na olympijských hrách ve Svatém Mořici roku 1948 vyhrála závod ve sjezdu, při premiéře této disciplíny na OH. Stala se sedminásobnou mistryní Švýcarska, čtyřikrát ve sjezdu (1942, 1944, 1946, 1947), třikrát v kombinaci (1943, 1946, 1947). Po skončení závodní kariéry, k němuž se odhodlala brzy po triumfu na olympiádě, se provdala za horského vůdce a myslivce Christiana Kaufmanna a otevřela si spolu s ním obchod se sportovním zboží v Grindelwaldu, který provozovali až do roku 1992. Její synovec a jeho žena zemřeli v roce 1999, když je zasypala lavina. Její vnučka Martina Schildová se stala rovněž alpskou lyžařkou a získala stříbro na hrách v Turíně roku 2006, a to rovněž ve sjezdu jako babička.